# Float (szkło)

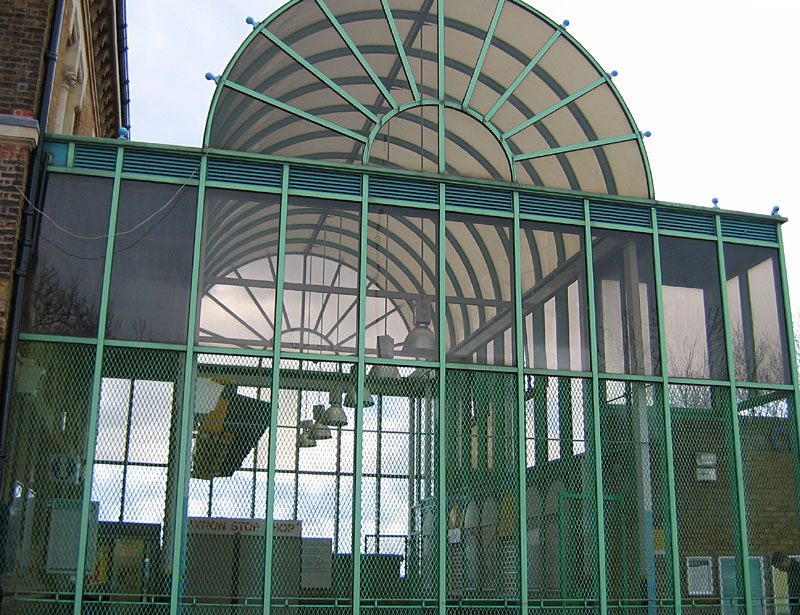
Obudowa stacji Crystal Palace ze szkła float

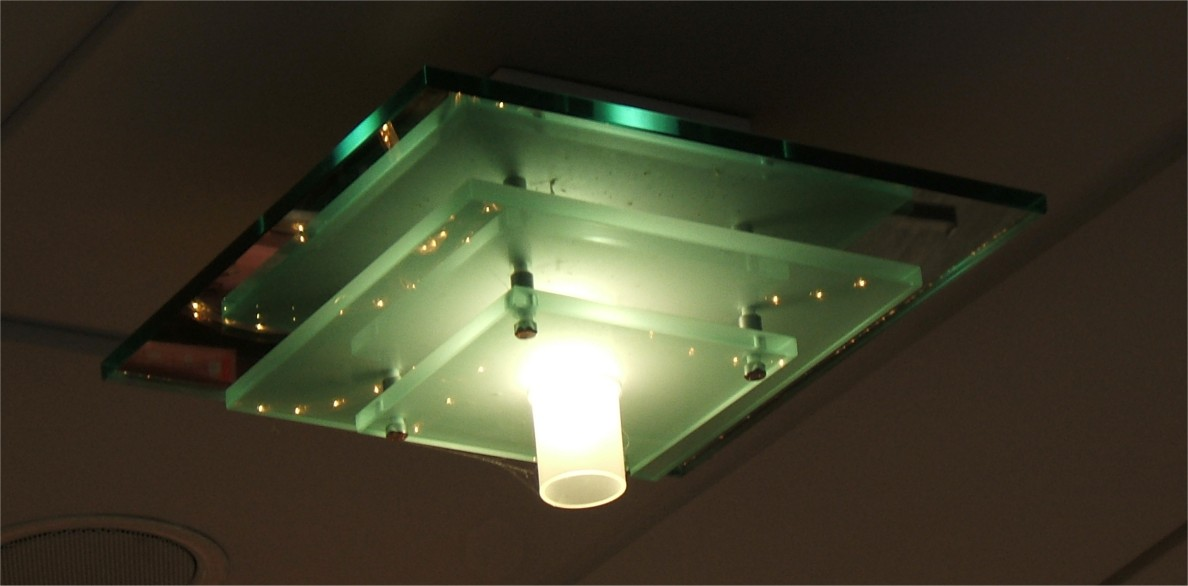
Zielonkawe szkło float z zanieczyszczeniami żelazem(II)

Float – proces produkcji szkła płaskiego (szyb), zwany też procesem Pilkingtona, wynaleziony w roku 1952 przez sir Alastaira Pilkingtona.
Na początku lat 50. XX w. Alastair Pilkington (Lionel Alexander Bethune Pilkington) i Kenneth Bickerstaff z firmy Pilkington Brothers ostatecznie dopracowali i znaleźli komercyjne zastosowanie dla produkcji ciągłej wstęgi szkła, której jednakowa grubość uzyskiwana jest dzięki sile grawitacji. 10 listopada 1959 r. metoda została opatentowana.
Wynalezienie metody float było przełomem w produkcji szkła płaskiego.
Szkło produkowane tą metodą jest prawie idealnie płaskie, nie ma zniekształceń i wad optycznych.
Jest obecnie najbardziej rozpowszechnioną metodą produkcji szkła płaskiego, które jeszcze do niedawna było wytwarzane metodą szkła ciągnionego (metoda Fourcaulta lub Pittsburgh) lub metodą walcowania.
W roku 2009 rynek producentów szkła płaskiego był zdominowany przez cztery firmy Asahi Glass, NSG/Pilkington, Saint-Gobain i Guardian Industries.

## Proces produkcji
Do produkcji wykorzystuje się tzw. zestaw szklarski: piasek szklarski (72,6%), węglan sodu (13%), wapień (8,4%), dolomit (4%), tlenek glinu (1%) oraz inne substancje pełniące rolę barwników lub zmieniające właściwości fizyczne i chemiczne szkła. Surowce po dokładnym zmieszaniu trafiają razem ze stłuczką szklaną do pieca wannowo-zmianowego, gdzie są podgrzewane do temp. 1500 °C. Dodatek stłuczki oprócz wykorzystania odpadów powstających w trakcie całego procesu produkcji, powoduje również obniżenie temperatury topnienia zestawu szklarskiego. Po stopieniu temperatura szkła jest obniżana do 1200 °C, w celu zapewnienia jednakowej gęstości.
Stopione szkło następnie przepływa do wanny flotacyjnej z roztopionym metalem, którym najczęściej jest cyna. Aby zapobiec utlenianiu się cyny ten etap procesu przebiega w atmosferze ochronnej, w skład której wchodzą azot i wodór. Szkło mając mniejszy ciężar właściwy znajduje się na gładkiej powierzchni roztopionej cyny. Pod wpływem grawitacji rozlane na cynie szkło staje się prawie idealnie gładkie. Dodatkowo znajdujące się nad taflą palniki gazowe niwelują wszelkie niedoskonałości na jej powierzchni. Ten proces nazywa się polerowaniem ogniowym. Grubość tafli zależy od prędkości przepływu szkła przez wannę, którą reguluje się specjalną zasuwą znajdującą się między piecem a wanną flotacyjną. Temperatura szkła jest stopniowo zmniejszana i na końcu wanny wynosi ok. 600 °C. Wstęga szkła jest wyciągana z wanny za pomocą specjalnych wałków i ulega powolnemu schłodzeniu. Etap powolnego schładzania zwany odprężaniem szkła ma na celu pozbycie się naprężeń wewnętrznych. Podczas odprężania tafla może być powlekana różnymi substancjami, które decydują o różnych zastosowaniach szkła np. szkło samoczyszczące. Ostatecznie wystudzona wstęga jest cięta na kawałki za pomocą specjalnych noży. Aby cięcie było równoległe do brzegów wstęgi, noże są ustawione pod odpowiednim kątem uzależnionym od prędkości wstęgi.
W związku z tym, że cały proces formowania wstęgi szkła odbywa się dzięki sile grawitacji i prędkości przepływu płynnego szkła, bardzo istotne jest bardzo dokładne wypoziomowanie całej linii produkcyjnej, a w szczególności pieca i wanny flotacyjnej.
Piec do wytopu szkła pracuje od chwili uruchomienia bez przerwy przez okres od 11 do 15 lat i produkuje przeciętnie w ciągu roku ok. 6000 km szkła. Całkowite wygaszenie pieca jest równoznaczne z jego demontażem i jego budową od podstaw.
Proces float, opracowany pierwotnie dla szkła o grubości 6 mm, pozwala obecnie na produkcję o grubości od 0,4 do 25 mm.
W kwietniu 2011 roku firma Asahi Glass wprowadziła na rynek szkło o grubości 0,28 mm. Miesiąc później koncern wyprodukował taflę o grubości 0,1 mm.

## Zastosowanie szkłafloat
Szkło płaskie produkowane tą metodą ze względu na prawie idealnie gładką powierzchnię, brak zniekształceń i wad optycznych znajduje zastosowanie głównie w budownictwie i motoryzacji, natomiast szkło o bardzo małej grubości wykorzystuje się między innymi w produkcji wyświetlaczy dotykowych.

## Producenci szkłafloatw Polsce
- Euroglas w Ujeździe
- Guardian w Częstochowie
- NSG/Pilkington w Sandomierzu
- Saint-Gobain w Dąbrowie Górniczej